# Fred McLeod

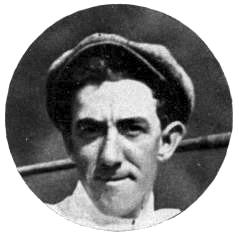
Fred McLeod.

Frederick Robertson "Fred" McLeod, född 25 april 1882 i Kirk Ports i Skottland, död 8 maj 1976 i Maryland i USA, var en golfspelare som hade en framgångsrik golfkarriär i USA.
McLeods mor var från England och hans far från Isle of Skye i Skottland. Hans far drev ett stånd som sålde nykterhetsböcker och arbetade även som caddie. McLeod började sitt arbetsliv som brevbärare när han var 14 år och när han var 17 blev han medlem i golfklubben Bass Rock Golf Club i North Berwick som var en klubb för hantverkare. Klubben hade ingen egen golfbana så medlemmarna spelade på kommunala banor. McLeod hade några framgångar i lokala tävlingar och 1903 lämnade han Skottland för USA för att pröva lyckan som golfproffs, ett beslut som flera skotska golfspelare fattade vid den tiden eftersom antalet golfklubbar i USA ökade snabbt men inte hade så många erfarna professionella spelare. Han fick snabbt jobb på Rockford Country Club i Illinois och arbetade senare på flera andra klubbar.
Trots att han inte hade varit den ledande spelaren i Skottland gjorde sig McLeod snabbt ett namn som en av de bästa spelarna i USA. Han ställde upp i sitt första US Open bara inom några veckor efter att han hade anlänt till USA och senare samma år blev han femma i Western Open. Han vann Riverside Open 1905 och Western PGA Championship Både 1905 och 1907. Hans största seger under karriären var i US Open 1908 på Midlothian Country Club i South Hamilton i Massachusetts. Han låg lika med Willie Smith efter fyra rundor men vann särspelet med 77 slag mot Smiths 83. McLeod var 163 centimeter lång och han vägde 49 kilo vilket gjorde honom till den minste man som någonsin har vunnit US Open. Han ställde upp i US Open 22 gånger och slutade bland de tio bästa åtta gånger.
McLeod vann flera proffstävlingar och 1919 blev han tvåa efter Jim Barnes i PGA Championship. Han deltog i 1921 års utmanarmatch mellan USA och Storbritannien på Gleneagles i Skottland och i uppföljningsmatchen 1926 vilket var föregångaren till den första Ryder Cup-matchen 1927. Han spelade även i de första fyra upplagorna av The Masters Tournament mellan 1934 och 1937 och var hedersstarter på Augusta National Golf Club i tävlingen mellan 1963 och 1976. Han var medlem i den grupp av seniorspelare som grundade seniordivisionen inom PGA of America 1937 och 1938 vann han den andra upplagan av Senior PGA Championship. 
Fred McLeod avled den 8 maj 1976 då han var 94 år. Han begravdes på den golfklubb där han var klubbprofessional sista gången, Columbia Country Club i Chevy Chase i Maryland. 

## Meriter

### Majorsegrar
- 1908 US Open

### Övriga proffssegrar
- 1909 North and South Open på Pinehurst
- 1912 Shawnee Open
- 1920 North and South Championship
- 1924 St Petersburg Open
- 1927 Maryland Open
- 1938 Senior PGA Championship

| Majorsegrare genom tiderna                                                                                    |              |             |                |                  |
| 200 olika spelare har vunnit i herrarnas majortävlingar. Fred McLeod var den 34:e spelaren som vann en major. |              |             |                |                  |
| 1:a | 33:e         | 34:e        | 35:e           | 200:e            |
| Willie Park Sr                                                                                                | Arnaud Massy | Fred McLeod | George Sargent | Louis Oosthuizen |
| Lista över golfens majorsegrare                                                                               |              |             |                |                  |